# Grigore Belostecinic
Grigore Belostecinic (n. 7 ianuarie 1960) este un economist moldovean, specialist în marketing și logistică, rector al Academiei de Studii Economice din Moldova (din 2001). Este membru al Academiei de Științe a Moldovei. Din 2010 până în 2015 a fost deputat în Parlamentul Republicii Moldova de legislaturele a XIX-a și a XX-a; și-a depus mandatul pentru a-și continua activitatea în calitate de rector.

## Biografie
Studiile: 
- 1975 - 1979 – 	Tehnicumul (Colegiul) Industrial Economic din Chișinău
- 1979 - 1983 –	Universitatea de Stat din Moldova, facultatea de Economie a comerțului
- 1986 - 1989 –	Institutul Economiei Naționale „G.V.Plehanov” din Moscova, doctorat

Este căsătorit, are 3 copii.
Posedă limbile româna – limba maternă, rusa – fluent, engleza și franceza – nivel mediu.

### Activitate
- 2001 - prezent, Rector al Academiei de Studii Economice din Moldova
- 1991 - prezent,	Lector superior, conferențiar, profesor universitar, departamentul “Marketing”, Academia de Studii Economice din Moldova (A.S.E.M.)
- 1994 - 2002, Șef-catedră „Marketing”, ASEM
- 1991 - 1998, Decan al facultății „Marketing”, A.S.E.M.
- 1990 - 1991, Asistent universitar la catedrele „Economie a comerțului” și „Merceologie” a Universității de Stat din Moldova
- 1986 - 1989, Doctorand, Institutul Economiei Naționale „G.V.Plehanov”, or.Moscova
- 1983 - 1986, Asistent, catedra „Merceologie” a Universității de Stat din Moldova.

Alte activități:
Decembrie 2001– prezent 	Președinte al Asociației Economiștilor din Moldova
Septembrie 2002 – prezent	Membru al Plenarei și membru al Comisiei de Atestare a Consiliului Național de Acreditare și Atestare al Republicii Moldova
Decembrie 2002 – prezent	Membru al Consiliului de Conducere al Camerei de Comerț și Industrie a Republicii Moldova
Martie 2003 – prezent	Membru al Colegiului Ministerului Economiei și Comerțului al Republicii Moldova
Noiembrie 2004 – prezent	Membru al Plenarei și Consiliului pentru Știință și Dezvoltare Tehnologică al Academiei de Științe a Moldovei 
Aprilie 2006 – prezent	Președinte al Asociației Moldo-Italiene de Logistică (AMILOG)
Iulie 2006 – prezent	Membru al Biroului Executiv al Consiliului Economic pe lвngă Prim-ministrul Republicii Moldova

## Distincții
- Ordinul de Onoare al Republicii Moldova (anul 2009)
- Gradul științific: doctor habilitat in științe economice (1999)
- Titlul științific didactic: profesor universitar (2000)

- Doctor Honoris Causa al Universității Economice „D. Țenov", or. Sviștov, Bulgaria - 2010
- Doctor Honoris Causa al Universității "Lucian Blaga" din Sibiu, România - 2009
- Doctor Honoris Causa al Universității "Ovidius" din Constanța, România – 2008
- Doctor Honoris Causa al al Universității de Stat de Economie și Comerț din or. Kiev, Ucraina

- Academician al Academiei de Științe a Moldovei - 2012
- Membru corespondent al Academiei de Științe a Moldovei – 2007
- Membru corespondent al Academiei Romвno-Americane de Științe și Arte - 2003
- Membru de Onoarea al Institutului Național de Cercetări Economice al Academiei Romвne - 2004
- Membru de Onoarea al Asociației Italiene de Logistică - 2005
- Membru de Onoarea al Academiei Romвno-Americane de Științe și Arte - 2005
- Membru corespondent al Academiei Internaționale de Management - 2006
- Membru corespondent al Academiei de Științe a Moldovei - 2007

## Publicații științifice
A publicat peste 120 de lucrări științifice și metodice, dintre care mai importante și recente:
- Belostecinic, Grigore. Utilizarea modelului Fishbein-Rozenberg și a metodei ordonării rangurilor în testarea produselor, Chișinău, Editura A.S.E.M., 1997, 38p.
- S.Petrovici, Gr. Belostecinic. „Marketing” – Chișinău: A.S.E.M., 1998, 380p.
- Gr.Belostecinic. „Concurență. Marketing, Competitivitate” – Chișinău: A.S.E.M., 1999, 287p.
- Gr.Belostecinic. C.Buzichevici „Parteneriatul on distribuție” – Chișinău: A.S.E.M., 2002, 154p.
- Gr.Belostecinic. Globalizarea, regionalizarea și competitivitatea economică / Probleme regionale on contextul procesului de globalizare. Simpozion internațional. - Chișinău: A.S.E.M., 2002, p.19-23
- Белостечник Гр. Региональная экономическая интеграция Республики Молдова в процессе глобализации (Сборник научных трудов «Проблемы и перспективы сотрудничества между странами Юго-Восточной Европы в рамках Черноморского Экономического Сотрудничества и ГУУАМ» - Донецк – Свиштов-Албена (Болгария), 2003, стр.110-112
- Gr. Belostecinic Aspecte metodologice privind evaluarea competitivității economice / Culegerea de articole „Romвnia și Republica Moldova”. Potențialul competitiv al economiilor naționale. Posibilități de valorificare pe piața internă, europeană și mondială. – Academia Romвnă. Institutul Național de Cercetări Economice, București, 2004, Volumul 1, p.13-18
- Gr.Belostecinic. Investițiile străine directe și competitivitatea națională – Economica, nr.3(51), 2005, p.6-22
- Gr.Belostecinic. Logistica ca factor de creștere a competitivității on condițiile integrării europene – Economica, nr.4(52), 2005, p.6-12
- Gr.Belostecinic. Globalizarea, integrarea europeană și competitivitatea ca idee națională pentru Republica Moldova – Academos: Revistă de Știință, inovare, Cultură și Artă, nr.1, 2006, p.22-25
- Gr.Belostecinic, M.Nicolaescu. Managementul lanțului de aprovizionare-livrare și strategia competitivă a firmei / Materialele conferinței internaționale "Asigurarea unui export de succes prin managementul eficient al aprovizionării", (Asociația Moldovenească de Aprovizionare, ASEM, centrul Internațional de Comerț din Geneva, Secretariatul de Stat pentru Economie al Elveției) - Chișinău, ASEM, 2006, p.7-24
- Gr.Belostecinic. Calitatea, productivitatea și evaluarea competitivității ontreprinderii / Economica, nr.3. 2006, p.5-12
- Gr.Belostecinic. Competitivitatea economică și promovarea investițiilor străine orientate spre export - o provocare pentru economia Republicii Moldova / Intelectus: revistă de proprietate intelectuală, nr.3, 2006, p.7-24
- Gr. Belostecinic. Direcții de dezvoltare a logisticii în Republica Moldova / Materialele la I Conferință Moldo-Italiană de Logistică „Logistica în Moldova. Obstacole și oportunități în cadrul scenariului Europei Integrate (3 noiembrie 2006). – Chișinău, Editura A.S.E.M., 2007, p. 9-11